# امپراتور سوکو
امپراتور سوکو (به ژاپنی: 崇光天皇 Sukō Tennō)؛ (تولد ۲۵ مه ۱۳۳۴ – مرگ ۳۱ ژانویه ۱۳۹۸) سومین امپراتور از دربار شمالی در طول دوره نانبوکوچو در ژاپن بود. به گفته محققان پیش از دوره میجی سلطنت وی از سال ۱۳۴۸ تا ۱۳۵۱ طول کشید.